# Järveküla (Saaremaa)
Koordinaten: 58° 34′ N, 22° 50′ O

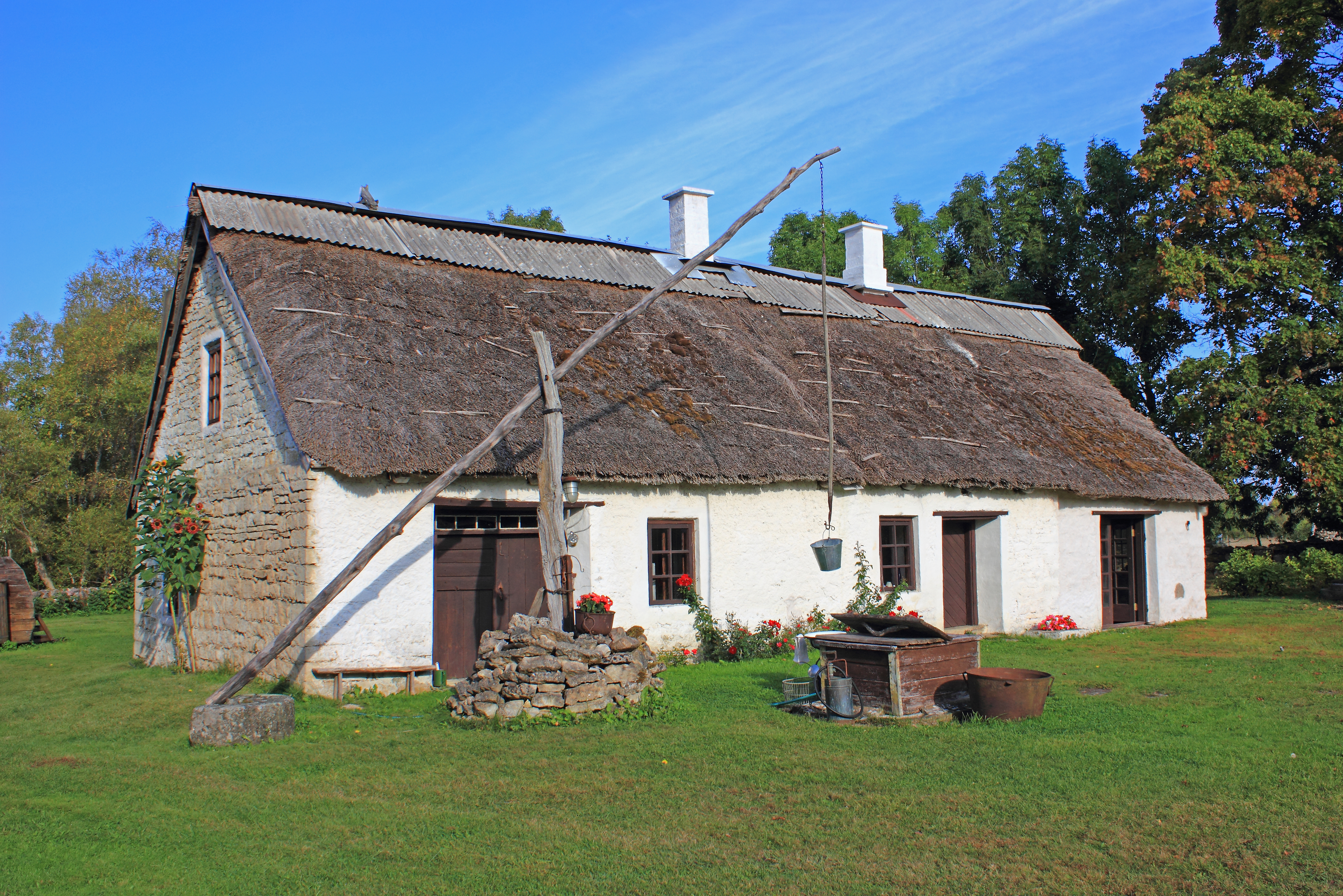
Altes Bauernhaus

Järveküla (deutsch Järweküll) ist ein Dorf (estnisch küla) auf der größten estnischen Insel Saaremaa. Es gehört zur Landgemeinde Saaremaa (bis 2017: Landgemeinde Orissaare) im Kreis Saare.

## Einwohnerschaft und Lage
Das Dorf hat sieben Einwohner (Stand 31. Dezember 2011).
Es liegt südöstlich des gleichnamigen Sees (Järveküla järved). Die Ihke-Insel im See war früher Zufluchtsort in Kriegszeiten.